# Fábio Coentrão
Fábio Alexandre da Silva Coentrão (født 11. marts 1988) er en tidligere portugisisk fodboldspiller som har spillet for Sporting Lissabon, Real Madrid og det portugisiske fodboldlandshold. Tidligere i karrieren opererede han oftest som winger, men de seneste sæsoner har han spillet som venstre back. Og højre kant.

## Karriere

### Rio Ave (2005–2007)
Coentrão startede karrieren i Rio Ave, der har hjemme i Coentrãos hjemby Vila do Conde, nogle 40 km nord for Porto. Han debuterede for Rio Ave i 2005–06 sæsonen, hvor Rio Ave dog rykkede ned fra den bedste portugisiske række.
Året efter etablerede han sig dog som førstevalg på Rio Aves hold og blev udnævnt som sæsonens åbenbaring. Dette fangede de store klubbers interesse og i 2007 skiftede han til den portugisiske storklub Benfica.

### Benfica (2007–2011)
Den første sæson hos Benfica blev han kun brugt et par gange og startede kun en enkelt kamp. Han blev derfor lånt ud til Nacional, hvor han scorede 4 mål i 16 kampe. Året efter blev han udlejet til La Liga-klubben Real Zaragoza, men blev kun skiftet ind en enkelt gang og blev derfor lejet tilbage til Rio Ave, der nu igen spillede i den bedste portugisiske række. Han spillede 16 kampe for Rio Ave og scorede 3 mål og hjalp klubben blive i den bedste liga.

#### 2009–10: Gennembruddet
I 2009–10 sæsonen etablerede Coentrão sig som en vigtig del af Jorge Jesus' titelvindende Benfica hold, der også inkluderede Ángel Di María og ligaens topscorer Óscar Cardozo. Hvor han før var en offensiv fløjspiller blev han nu rykket tilbage som en angribende venstre back. Dette var en stor succes da han tilpassede sig en mere defensiv rolle flot og samtidig brugte sin hurtighed og sin teknik som tidligere fløjspiller op ad banen. Han vandt igennem sæsonen 3 månedlige priser for bedste unge spiller i ligaen og sluttede sæsonen med 8 assists og et omdømme som et af de største talenter på sin position i Europa.

### AS Monaco
Den 26. august 2015 blev det meddelt, at han er blevet lånt til AS Monaco for 2015-16 sæsonen.

## International karriere
Coentrãos gode form for Benfica under 2009–10 sæsonen blev belønnet med en plads i Carlos Queiroz' Portugal-mandskab i deres altafgørende VM kvalifikations play-off mod Bosnien-Hercegovina. Han debuterede i den første kamp hjemme på Estádio da Luz den 14. november 2009 da han erstattede Nani i det 69. minut.
Han blev inkluderet i Queiroz' 23-mands trup til VM 2010, hvor han blev den startende venstre back, frem for Duda. Han spillede i alle Portugals kampe og spillede en god turnering mens Portugal dog måtte takke af efter ottendelsfinalen efter et 1-0 nederlag til de endelige verdensmestre Spanien.
Mange storklubber omkring Europa blev også intriseret i Coentrão, efter VM i Sydafrika, og Real Madrid var favorit at skrive kontrakt med ham, men det lykkedes ikke for dem. Manchester United ville også have ham, fordi han skulle afløse Patrice Evra.